# Liste des plus hauts barrages
 (septembre 2022).
Si vous disposez d'ouvrages ou d'articles de référence ou si vous connaissez des sites web de qualité traitant du thème abordé ici, merci de compléter l'article en donnant les références utiles à sa vérifiabilité et en les liant à la section « Notes et références ».
 (septembre 2022).
Cette liste des plus hauts barrages du monde énumère les barrages de plus de 120 mètres de hauteur. Actuellement le plus haut barrage au monde est le barrage de Jinping I en Chine avec une hauteur de 305 mètres.

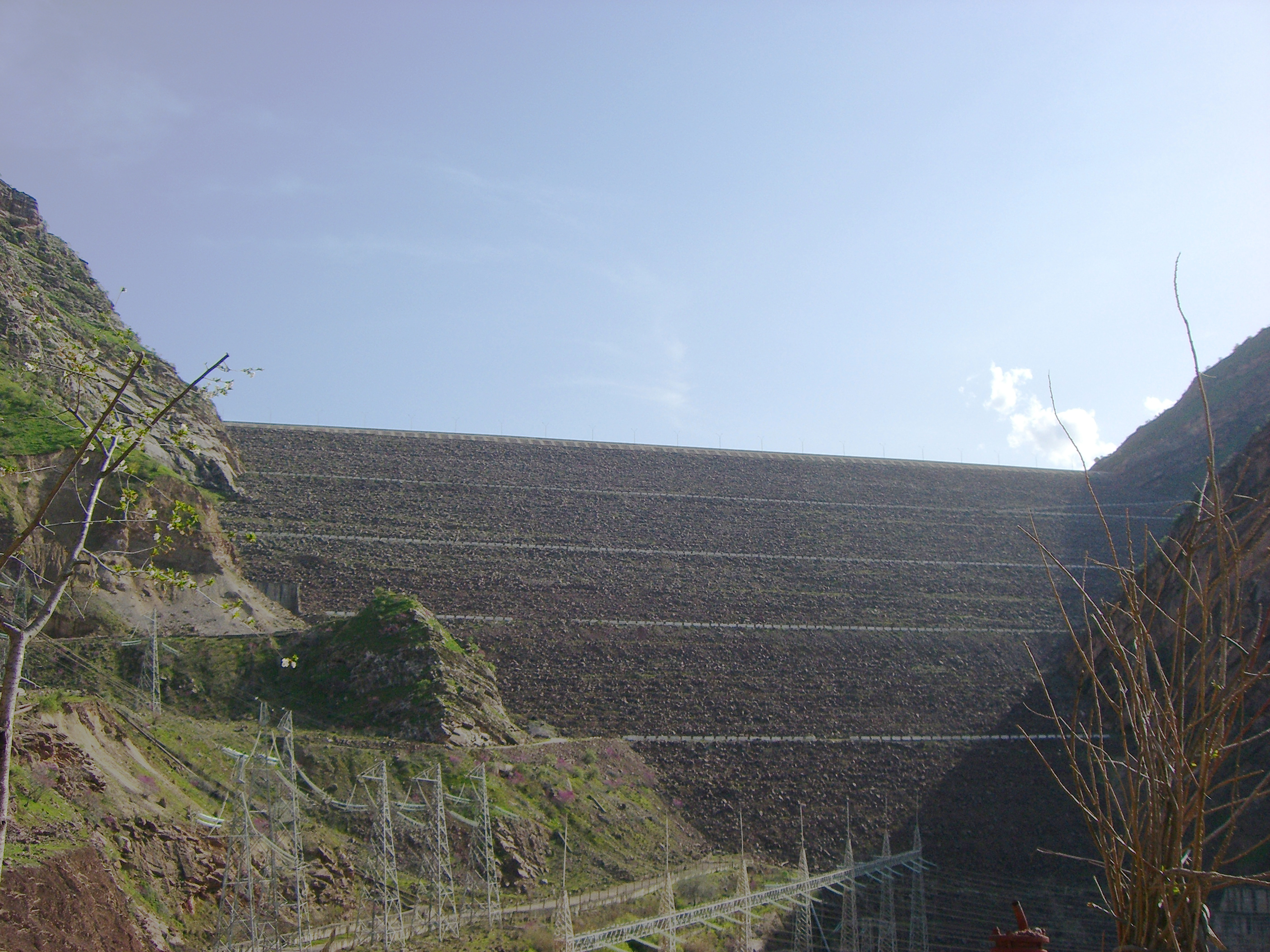
Le barrage de Nourek au Tadjikistan.

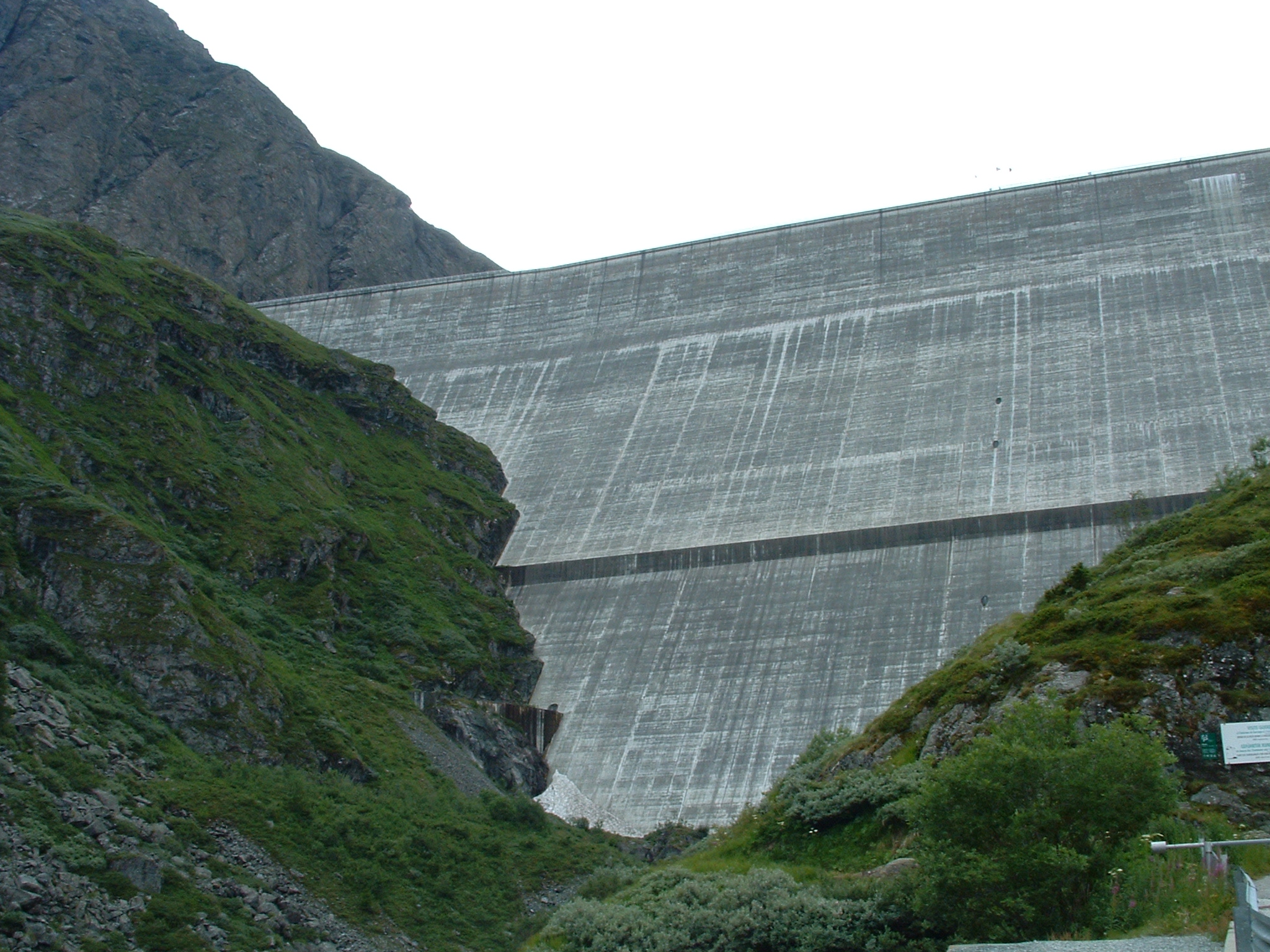
Le barrage de la Grande-Dixence en Suisse.

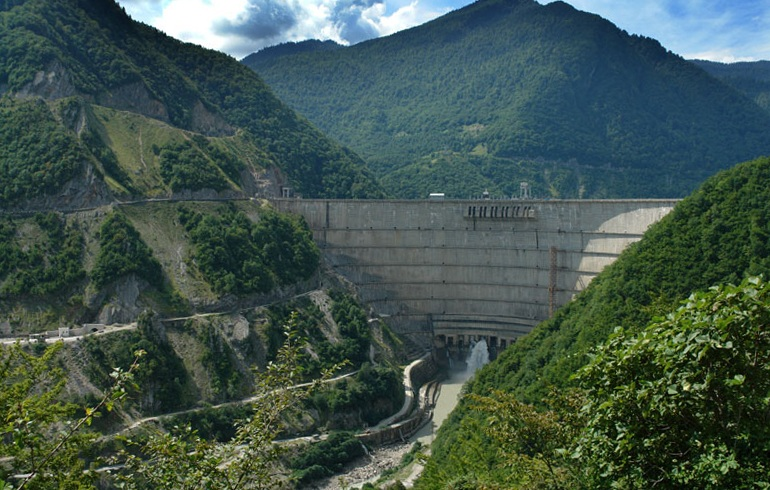
Le barrage d'Inguri en Géorgie.

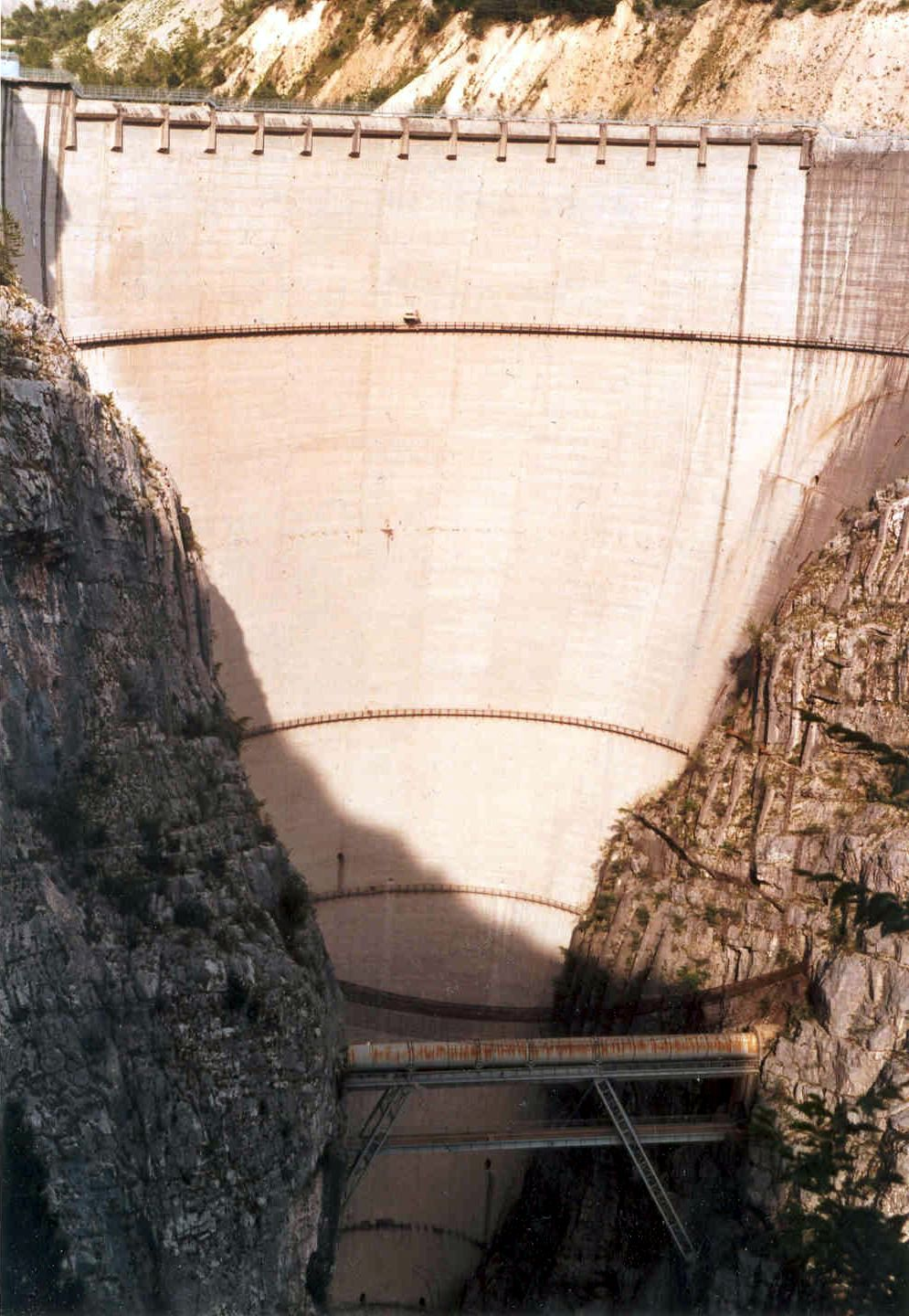
Le barrage de Vajont en Italie.

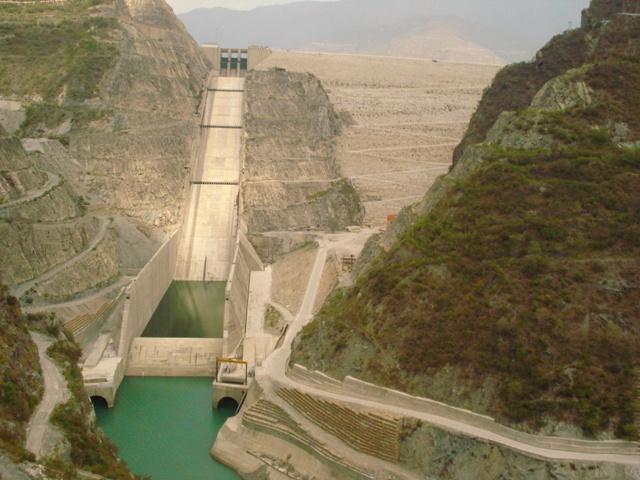
Le barrage de Tehri en Inde.

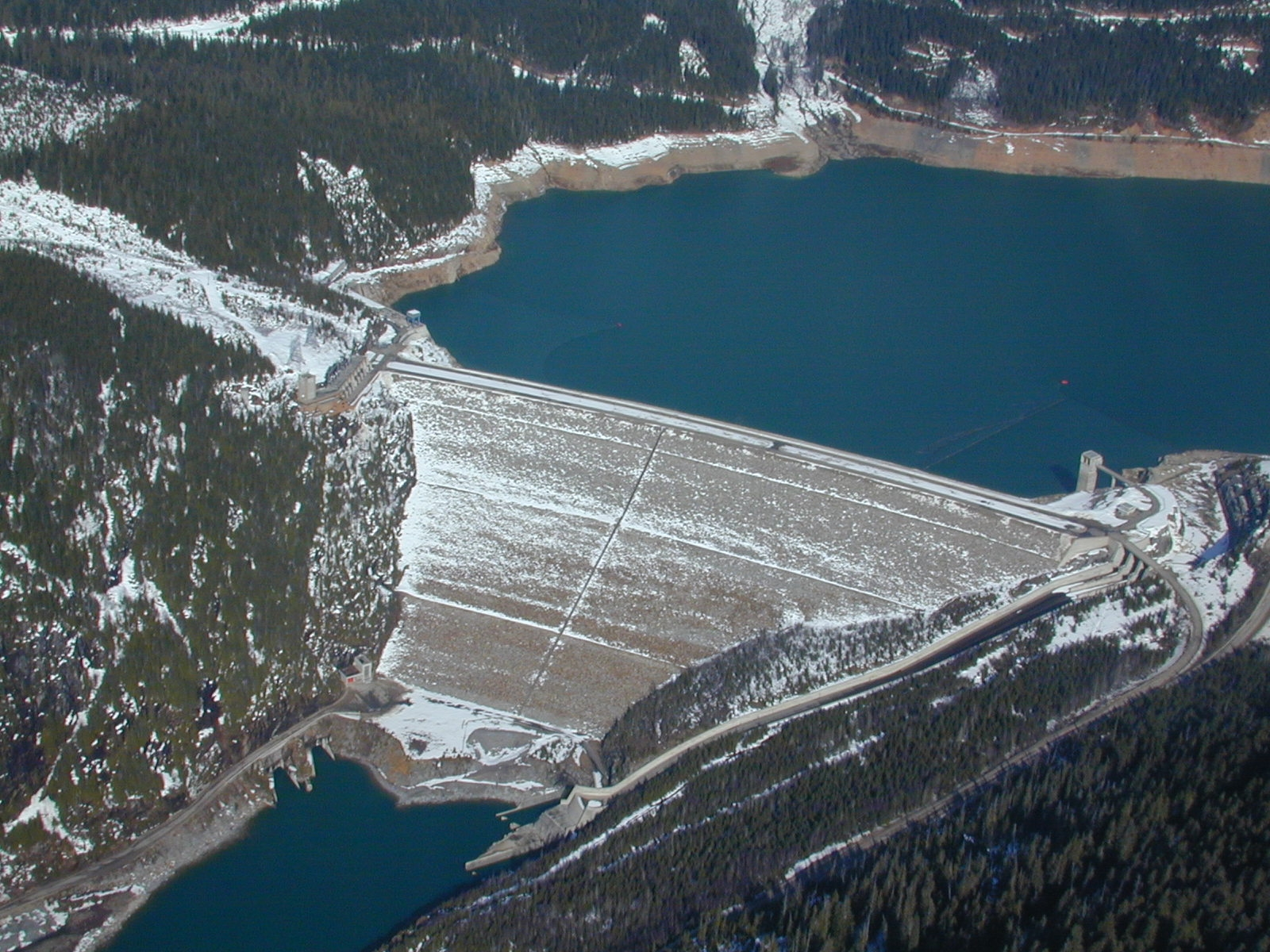
Le barrage Mica au Canada.

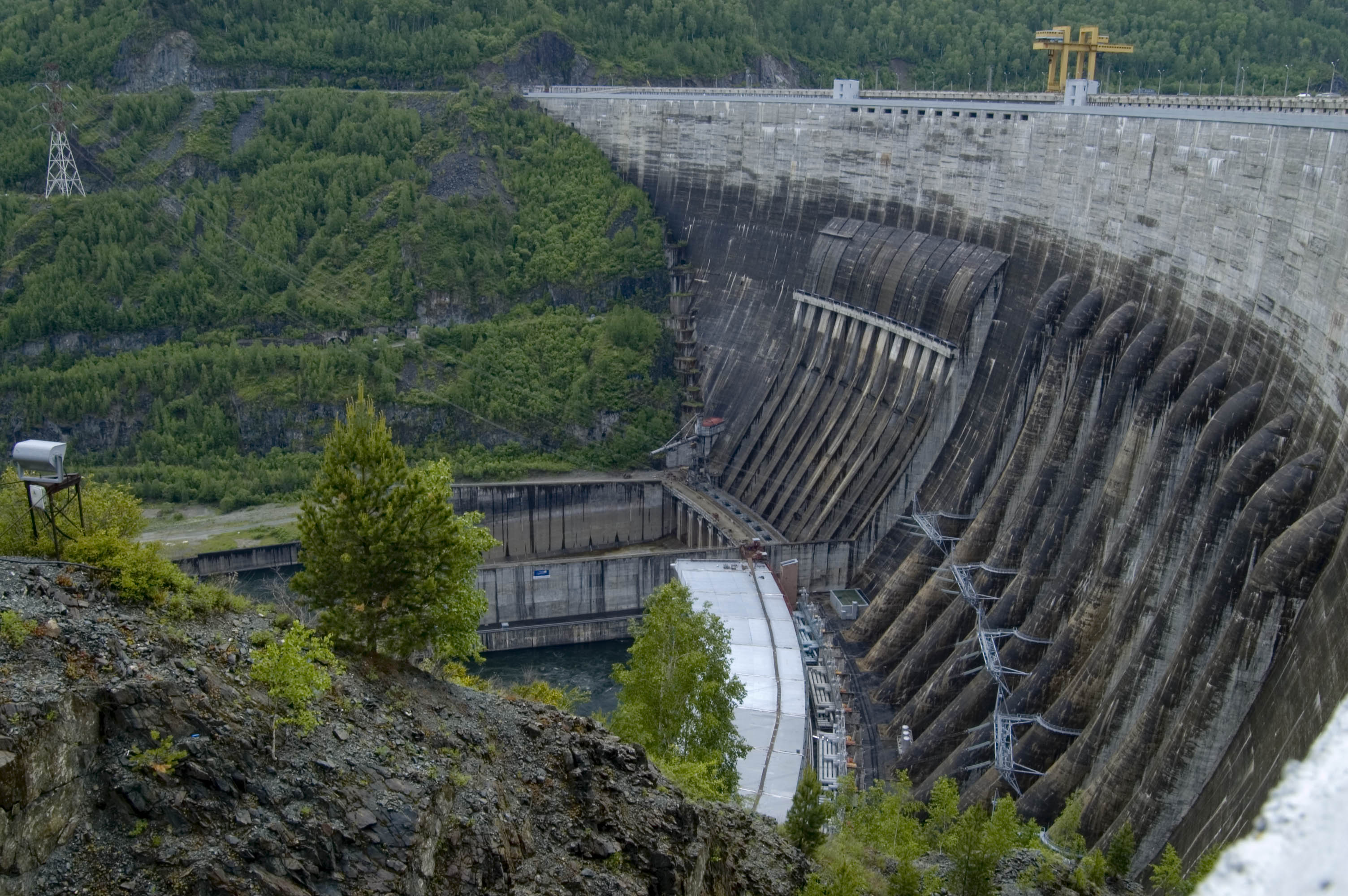
Le barrage de Saïano-Chouchensk en Russie.

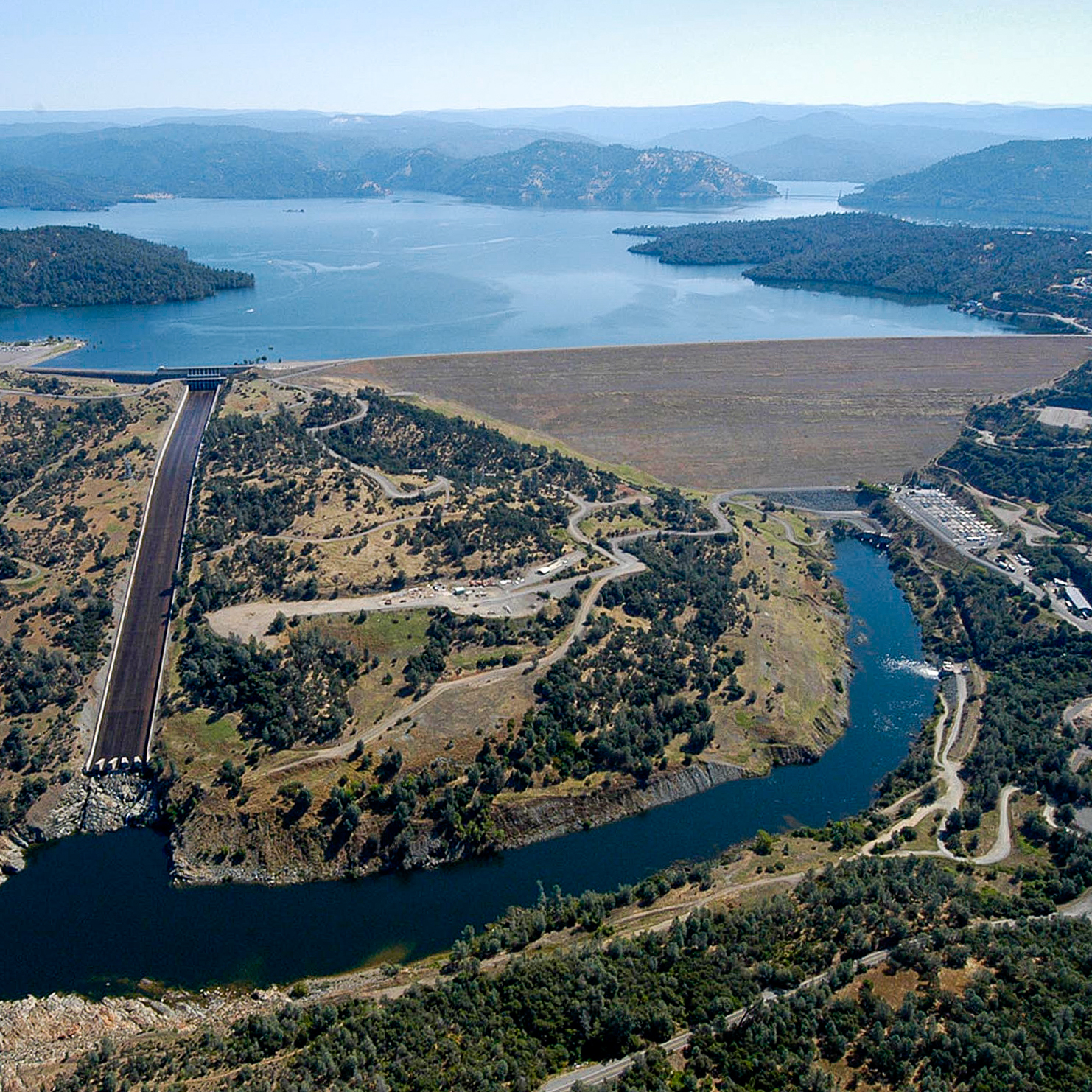
Le barrage d'Oroville aux États-Unis.

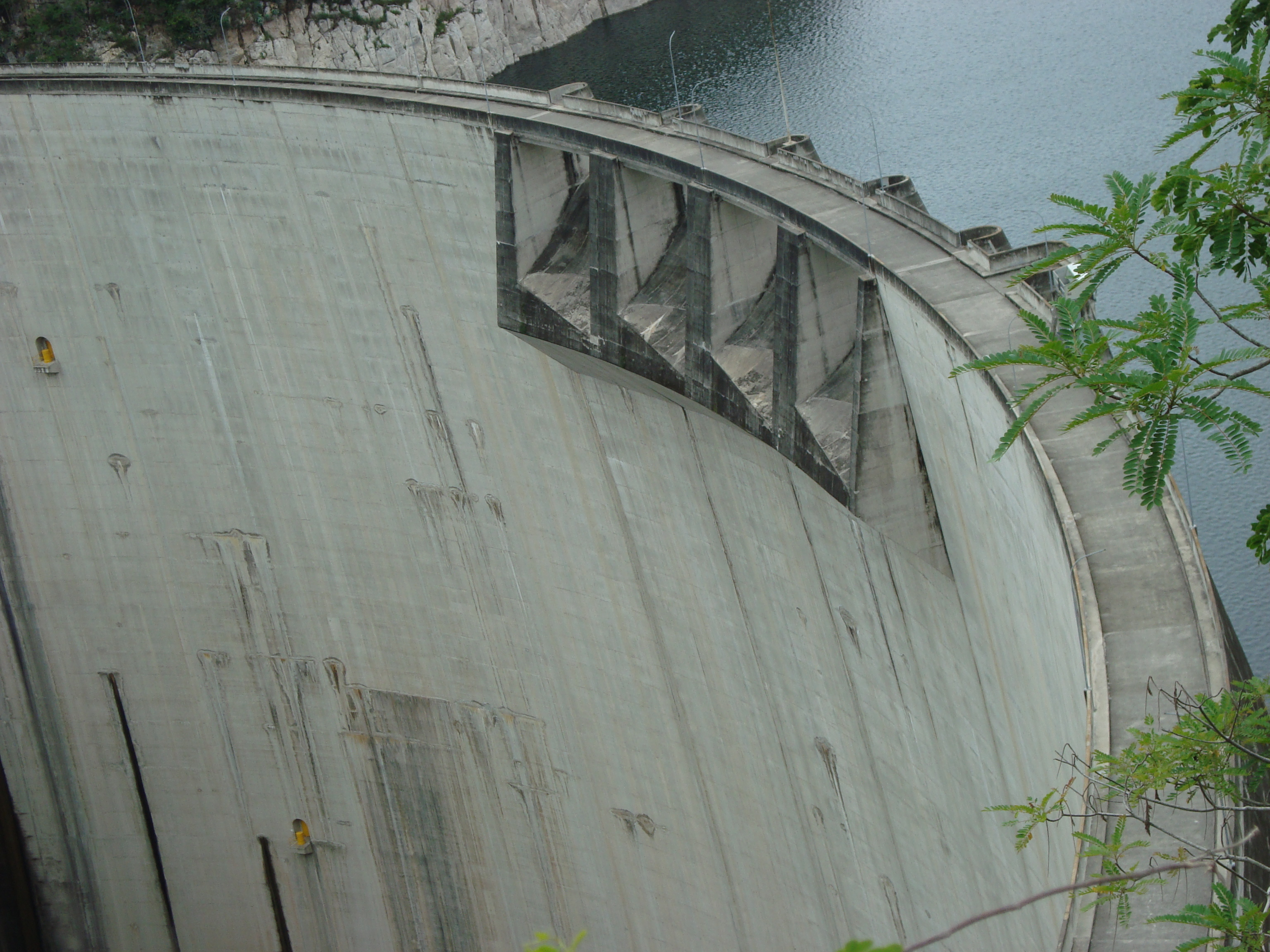
Le barrage d'El Cajón en Honduras.

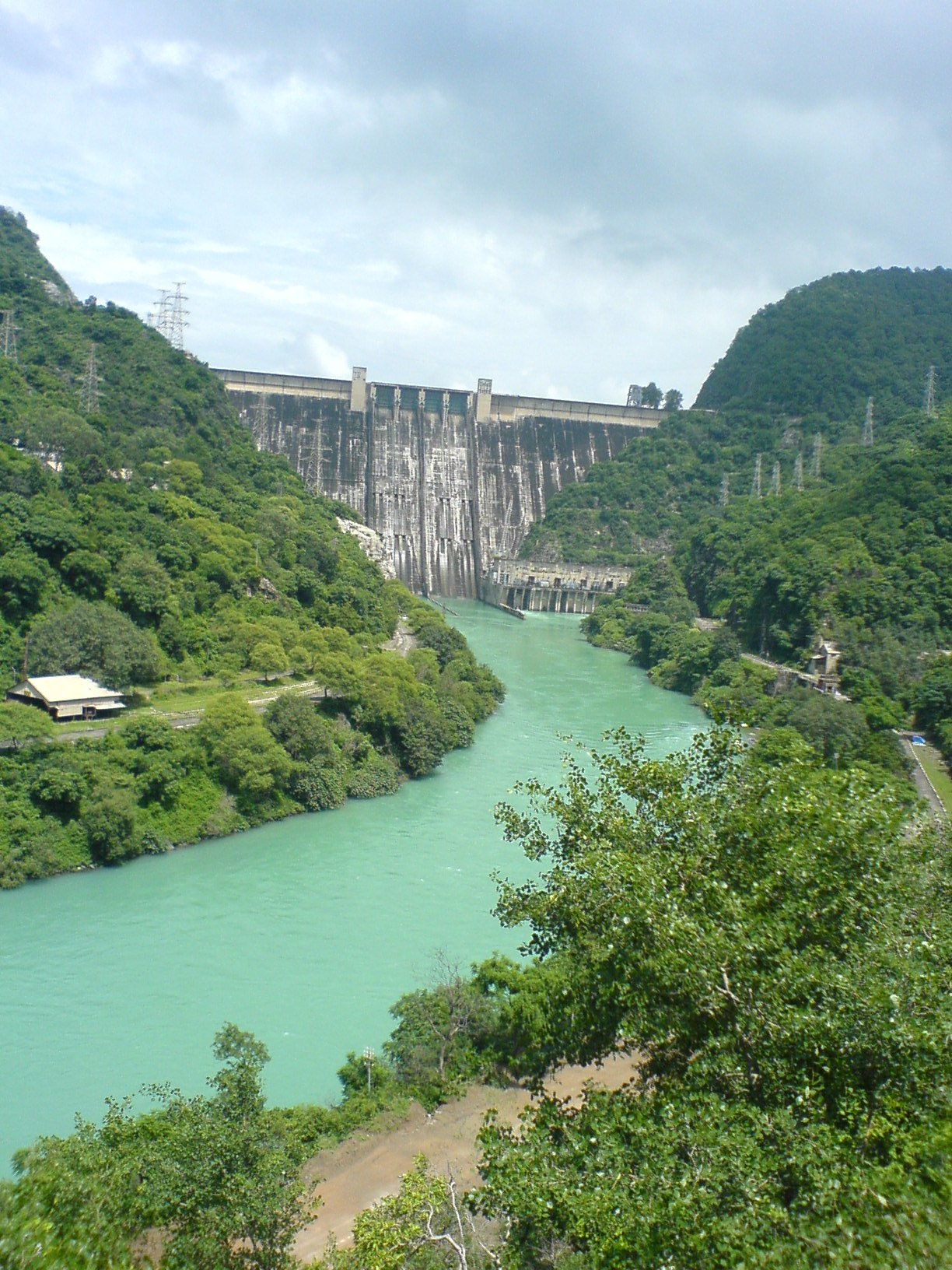
Le barrage de Bhakra en Inde.

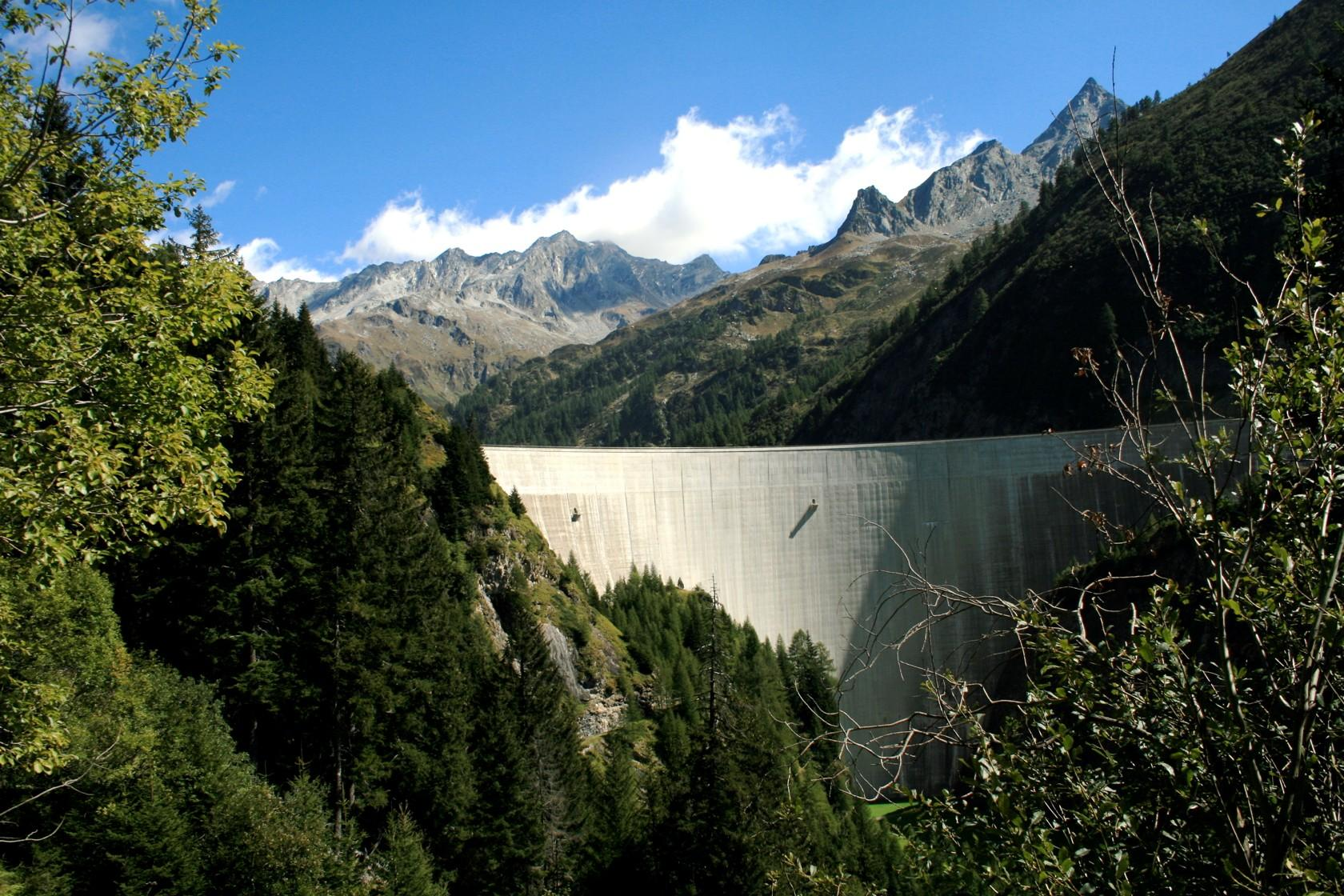
Le barrage de Luzzone en Suisse.

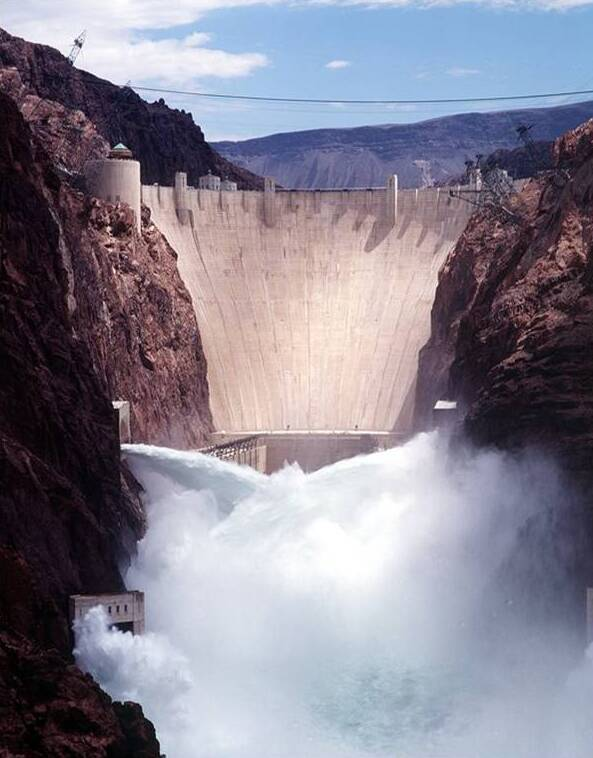
Le barrage Hoover aux États-Unis.

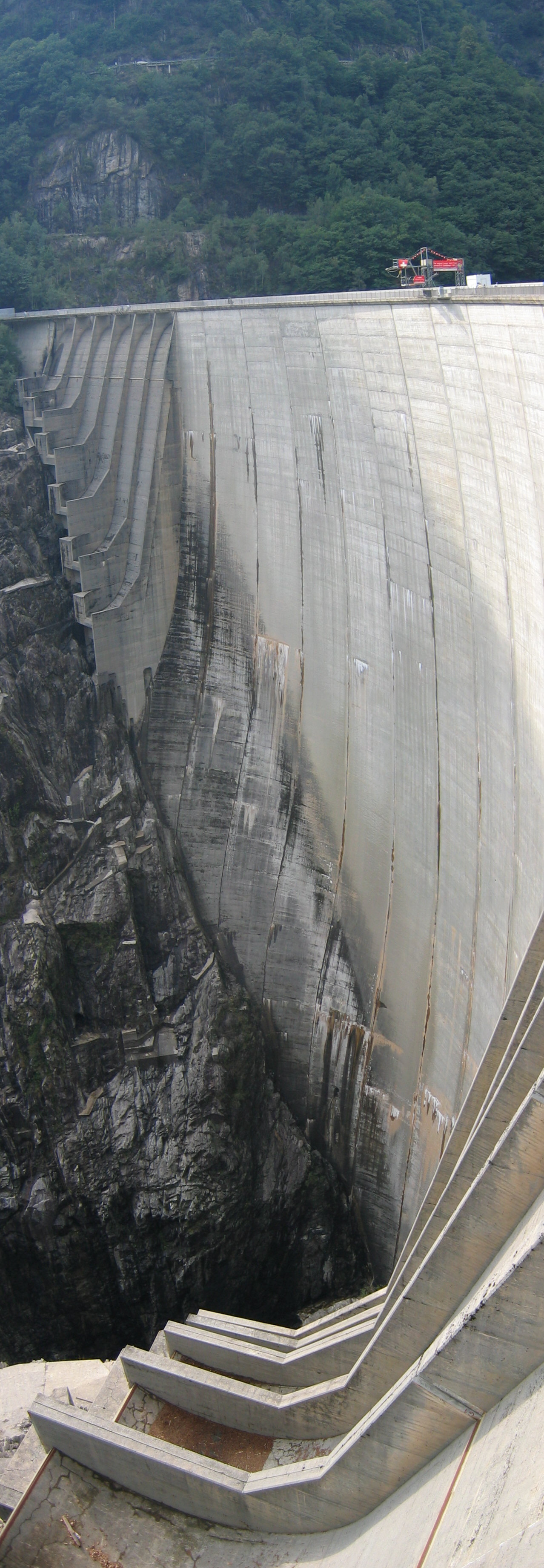
Le barrage de Contra en Suisse.

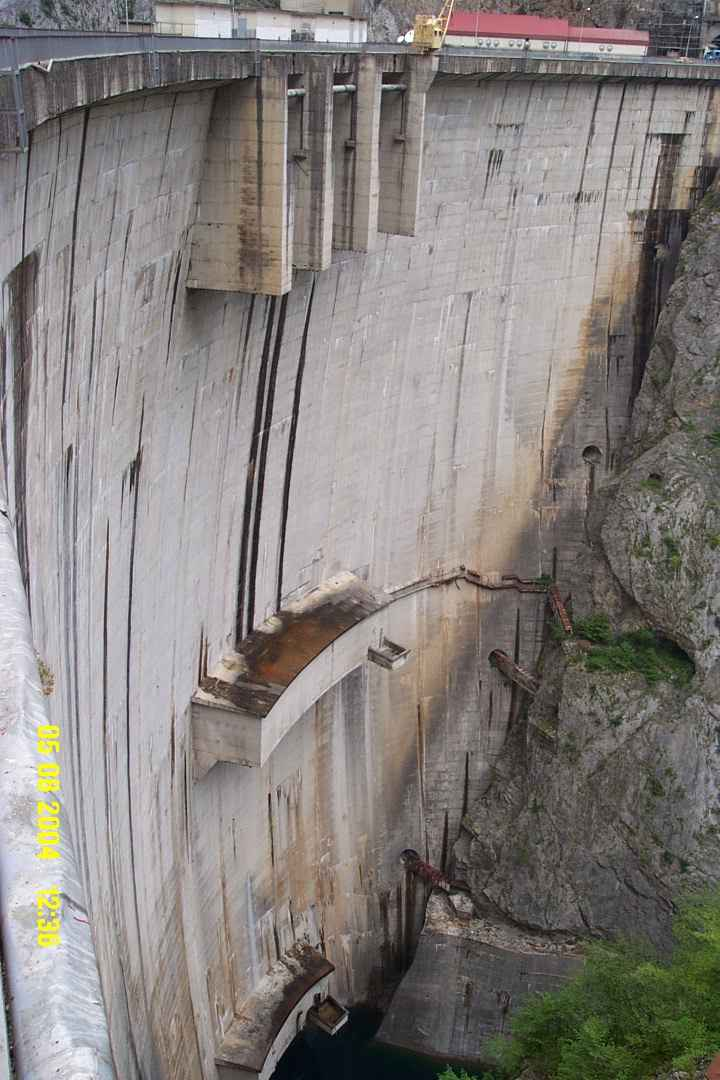
Le barrage de Mratinje au Monténégro.

## Barrages existants
| Nom                               | Hauteur hors sol | Type et matériau                       | Pays              | Cours d'eau         | Mise en service | Volume (millions de m3) |
| --------------------------------- | ---------------- | -------------------------------------- | ----------------- | ------------------- | --------------- | ----------------------- |
| Barrage de Jinping I              | 305 m            | Voûte en béton                         | Chine             | Yalong              | 2014            | 15 000                  |
| Barrage de Nourek                 | 300 m            | Remblai en terre                       | Tadjikistan       | Vakhch              | 1980            | 10 500                  |
| Barrage de Lianghekou             | 295 m            | Remblai                                | Chine             | Yalong              | 2021            | 10 767                  |
| Barrage de Xiaowan                | 292 m            | Voûte en béton                         | Chine             | Mékong              | 2012            | 15 132                  |
| Barrage de Baihetan               | 289 m            | Voûte                                  | Chine             | Yangzi Jiang        | 2021            | 17 924                  |
| Barrage de la Grande-Dixence      | 285 m            | Poids en béton                         | Suisse            | Dixence             | 1961            | 401                     |
| Barrage de Xiluodu                | 278 m            | Voûte en béton                         | Chine             | Yangzi Jiang        | 2010            | 2 914                   |
| Barrage d'Inguri                  | 271,5 m          | Voûte en béton                         | Géorgie           | Ingouri             | 1980            | 1 100                   |
| Barrage Chicoasén                 | 262 m            | Remblai en terre                       | Mexique           | Río Grijalva        | 1980            | 1 613                   |
| Barrage de Vajont                 | 261,6 m          | Voûte en béton                         | Italie            | Vajont              | 1960            | 168                     |
| Barrage de Nuozhadu               | 261,5 m          | Remblai                                | Chine             | Mékong              | 2012            | 21 794                  |
| Barrage de Tehri                  | 261 m            | Remblai en terre                       | Inde              | Bhagirathi          | 2005            | 3540                    |
| Barrage de Mauvoisin              | 250 m            | Voûte en béton                         | Suisse            | Dranse de Bagnes    | 1957            | 211.5                   |
| Barrage de Laxiwa                 | 250 m            | Voûte en béton                         | Chine             | fleuve Jaune        | 2010            | 10 790                  |
| Barrage de Deriner                | 249 m            | Voûte double en béton                  | Turquie           | Tchorokhi           | 2013            | 1 969                   |
| Barrage Alberto Lleras            | 243 m            | Remblai rocheux                        | Colombie          | Guavio              | 1989            | 970                     |
| Barrage Mica                      | 243 m            | Remblai en terre                       | Canada            | Columbia            | 1972            | 25 000                  |
| Barrage de Saïano-Chouchensk      | 242 m            | Poids/Voûte en béton                   | Russie            | Ienisseï            | 1990            | 31 300                  |
| Barrage de Wudongde               | 240 m            | Voûte en béton                         | Chine             | Yangzi Jiang        | 2021            | 7 400                   |
| Barrage de Changheba              | 240 m            | Remblai rocheux/béton                  | Chine             | Dadu                | 2017            | 1 075                   |
| Barrage d'Ertan                   | 240 m            | Poids/Voûte en béton                   | Chine             | Yalong              | 1999            | 5 800                   |
| Barrage Gilgel Gibe III           | 240 m            | Poids en béton                         | Éthiopie          | Omo                 | 2015            | 14 700                  |
| Barrage La Esmeralda              | 237 m            | Remblai rocheux                        | Colombie          | Batá                | 1976            | 760                     |
| Barrage d'Oroville                | 235 m            | Remblai en terre                       | États-Unis        | Feather             | 1968            | 4 367                   |
| Barrage d'El Cajón                | 234 m            | Voûte double en béton                  | Honduras          | Humuya              | 1984            | 7 085                   |
| Barrage de Shuibuya               | 233 m            | Remblai rocheux/béton                  | Chine             | Qing                | 2009            | 4 580                   |
| Barrage de Tchirkeïsk             | 232,5 m          | Voûte en béton                         | Russie            | Soulak              | 1978            | 2 780                   |
| Barrage de Goupitan               | 232,5 m          | Voûte double en béton                  | Chine             | Wu Jiang            | 2013            | 5 564                   |
| Barrage Karun-4                   | 230 m            | Poids/Voûte en béton                   | Iran              | Karoun              | 2012            | 2 200                   |
| Barrage de Bhakra                 | 226 m            | Poids en béton                         | Inde              | Sutlej              | 1963            | 9 620                   |
| Barrage de Luzzone                | 225 m            | Voûte en béton                         | Suisse            | Lac de Luzzone      | 1963            | 108                     |
| Barrage d'Ituango                 | 225 m            | Remblai en terre                       | Colombie          | Río Cauca           | 2022            | 2 720                   |
| Barrage de Houziyan               | 223,5 m          | Remblai rocheux/béton                  | Chine             | Dadu                | 2016            | 662                     |
| Barrage Hoover                    | 221,46 m         | Poids/Voûte en béton                   | États-Unis        | Colorado            | 1936            | 37 300                  |
| Barrage de Jiangpinghe            | 221 m            | Remblai rocheux/béton                  | Chine             | Loushui             | 2013            | 1 424                   |
| Barrage de Contra                 | 220 m            | Voûte en béton                         | Suisse            | Verzasca            | 1965            | 105                     |
| Barrage de Mratinje               | 220 m            | Poids/Voûte en béton                   | Monténégro        | Piva                | 1985            | 280                     |
| Barrage de La Yesca               | 220 m            | Remblai rocheux/béton                  | Mexique           | Río Santiago        | 2012            | 2 500                   |
| Barrage Dworshak                  | 218,6 m          | Poids en béton                         | États-Unis        | Clearwater          | 1973            | 4 391                   |
| Barrage de Longtan                | 216,5 m          | Poids en béton                         | Chine             | Hongshui            | 2010            | 27 270                  |
| Barrage de Glen Canyon            | 216,4 m          | Poids/Voûte en béton                   | États-Unis        | Colorado            | 1964            | 35 550                  |
| Barrage d'Antamina                | 215 m            | Remblai rocheux/béton                  | Pérou             | Ayash               | 2001            | 570                     |
| Barrage de Toktogul               | 215 m            | Poids en béton                         | Kirghizistan      | Naryn               | 1978            | 19 500                  |
| Barrage Daniel-Johnson            | 214 m            | Contreforts et voûte multiple en béton | Canada            | Manicouagan         | 1968            | 141 851                 |
| Barrage de Keban                  | 211 m            | Remblai en terre                       | Turquie           | Euphrate            | 1974            | 31 001                  |
| Barrage de Dagangshan             | 210 m            | Voûte en béton                         | Chine             | Dadu                | 2015            | 724                     |
| Barrage d'Ermenek                 | 210 m            | Voûte en béton                         | Turquie           | Göksu Nehri         | 2009            | 4 582                   |
| Barrage San Roque                 | 210 m            | Remblai                                | Philippines       | Agno                | 2003            | 835                     |
| Barrage Zimapán                   | 207 m            | Poids/Voûte en béton                   | Mexique           | Moctezuma           | 1994            | 996                     |
| Barrage d'Irapé                   | 205 m            | Remblai rôcheux                        | Brésil            | Jequitinhonha       | 2005            | 5 964                   |
| Barrage de Bakun                  | 205 m            | Remblai rocheux/béton                  | Malaisie          | Balui               | 2011            | 43 800                  |
| Barrage de Lakhwar                | 204 m            | Poids                                  | Inde              | Yamuna              | 1987            | 587,84                  |
| Barrage de Karun-3                | 205 m            | Poids/Voûte en béton                   | Iran              | Karoun              | 2004            | 3 000                   |
| Barrage de Dez                    | 203 m            | Poids/Voûte en béton                   | Iran              | Dez                 | 1962            | 2 900                   |
| Barrage d'Almendra                | 202 m            | Voûte en béton                         | Espagne           | Tormes              | 1970            | 2 649                   |
| Barrage de Berke                  | 201 m            | Poids/Voûte en béton                   | Turquie           | Ceyhan              | 1999            | 427                     |
| Barrage de Guangzhao              | 200,5 m          | Poids                                  | Chine             | Beipan              | 2007            | 3 245                   |
| Barrage Kölnbrein                 | 200 m            | Poids/Voûte double en béton            | Autriche          | Malta               | 1977            | 205                     |
| Barrage de Karun-1                | 200 m            | Voûte double en béton                  | Iran              | Karoun              | 1976            | 2 470                   |
| Barrage de New Bullards Bar       | 196,6 m          | Poids/Voûte en béton                   | États-Unis        | Yuba                | 1969            | 1 246                   |
| Barrage d'Itaipu                  | 196 m            | Poids en béton                         | Brésil / Paraguay | Rio Paraná          | 1991            | 29 000                  |
| Barrage de Boyabat                | 195 m            | Poids                                  | Turquie           | Kızılırmak          | 2012            | 3 557                   |
| Barrage d'Altınkaya               | 195 m            | Remblai rocheux                        | Turquie           | Kızılırmak          | 1988            | 5 763                   |
| Barrage Campos Novos              | 195 m            | Remblai rocheux/béton                  | Brésil            | Rio Canoas          | 2007            | 1 650                   |
| Kárahnjúkastíflan                 | 193 m            | Remblai rocheux/béton                  | Islande           | Jökulsá á Fjöllum   | 1988            | 5 763                   |
| Barrage de New Melones            | 190,5 m          | Remblai en terre/rocheux               | États-Unis        | Stanislaus          | 1979            | 3 540                   |
| Barrage de Sogamoso               | 190 m            | Façade en béton / Remblai en gravier   | Colombie          | Sogamoso            | 2014            | 4 800                   |
| Barrage de Miel 1                 | 188 m            | Poids en béton                         | Colombie          | La Miel             | 2002            | 571                     |
| Barrage d'Aguamilpa               | 187 m            | Façade en béton / Remblai rocheux      | Mexique           | Río Santiago        | 1994            | 6 950                   |
| Barrage de Kurobe                 | 186 m            | Poids/Voûte en béton                   | Japon             | Kurobe              | 1964            | 199                     |
| Barrage de Pubugou                | 186 m            | Façade en béton / Remblai rocheux      | Chine             | Yalong              | 2009            | 5 390                   |
| Barrage de Zillergründl           | 186 m            | Voûte en béton                         | Autriche          | Ziller              | 1986            | 89,5                    |
| Barrage de Swift                  | 185,9 m          | Remblai en terre                       | États-Unis        | Lewis               | 1958            | 932                     |
| Barrage de Sanbanxi               | 185,6 m          | Façade en béton / Remblai rocheux      | Chine             | Yuanshui            | 2006            | 4 094                   |
| Barrage d'Oymapınar               | 185,5 m          | Voûte en béton                         | Turquie           | Manavgat            | 1984            | 296,7                   |
| Barrage de Barra Grande           | 185 m            | Façade en béton / Remblai rocheux      | Brésil            | Pelotas             | 2005            |                         |
| Barrage de Katse                  | 185 m            | Voûte double en béton                  | Lesotho           | Orange              | 1996            | 1 950                   |
| Barrage de Mossyrock              | 184,7 m          | Poids/Voûte en béton                   | États-Unis        | Cowlitz             | 1968            | 2 080                   |
| Barrage de Shasta                 | 183,5 m          | Voûte/Poids en béton                   | États-Unis        | Sacramento          | 1945            | 5 750                   |
| Barrage W. A. C. Bennett          | 183 m            | Remblai en terre                       | Canada            | Rivière de la Paix  | 1967            | 74 300                  |
| Barrage de Tekezé                 | 183 m            | Poids en béton                         | Éthiopie          | Tekezé              | 2009            | 9 293                   |
| Barrage des Trois-Gorges          | 181 m            | Poids en béton                         | Chine             | Yangzi Jiang        | 2010            | 39 300                  |
| Barrage de Techi                  | 181 m            | Voûte/Poids en béton                   | Taïwan            | Dajia               | 1974            | 218,5                   |
| Barrage de Dartmouth              | 180 m            | Remblai en terre                       | Australie         | Mitta Mitta         | 1979            | 4 000                   |
| Barrage d'Émosson                 | 180 m            | Voûte en béton                         | Suisse            | Barberini           | 1974            | 227                     |
| Barrage de Seimare                | 180 m            | Voûte                                  | Iran              | Seimare             | 2013            | 3 200                   |
| Barrage de Gotvand                | 180 m            | Remblai rocheux                        | Iran              | Karun               | 2012            | 4 500                   |
| Barrage d'Amir Kabir              | 180 m            | Voûte en béton                         | Iran              | Karaj               | 1961            | 205                     |
| Barrage de Hongjiadu              | 179,5 m          | Façade en béton / Remblai rocheux      | Chine             | Liuchong            | 2005            | 4 947                   |
| Barrage de Longyangxia            | 178 m            | Voûte/Poids en béton                   | Chine             | fleuve Jaune        | 1992            | 24 700                  |
| Barrage de Tianshengqiao          | 178 m            | Remblai rocheux/béton                  | Chine             | Nanpan              | 2000            | 10 257                  |
| Barrage de Don Pedro              | 178 m            | Remblai en terre                       | États-Unis        | Tuolumne            | 1971            | 2 500                   |
| Barrage de Takase                 | 176 m            | Remblai rocheux                        | Japon             | Shinano             | 1980            | 76,2                    |
| Barrage de Nader Shah             | 175 m            | Poids en béton                         | Iran              | Marun               |                 |                         |
| Barrage de Hasanugurlu            | 175 m            | Remblai rocheux                        | Turquie           | Yeşilırmak          | 1981            | 1 074 000               |
| Barrage d'Alpe Gera               | 174 m            | Poids en béton                         | Italie            | Cormor              | 1964            | 68                      |
| Barrage de Revelstoke             | 174 m            | Poids en béton                         | Canada            | Columbia            | 1984            | 1 518,3                 |
| Barrage de Karakaya               | 173 m            | Voûte/Poids en béton                   | Turquie           | Euphrate            | 1987            | 9 500                   |
| Barrage de Thissavros             | 172 m            | Remblai rocheux                        | Grèce             | Mesta               | 1996            | 705                     |
| Barrage de Hungry Horse           | 171,9 m          | Poids/Voûte en béton                   | États-Unis        | Flathead            | 1953            | 4 280                   |
| Barrage de Cahora Bassa           | 171 m            | Voûte/Poids en béton                   | Mozambique        | Zambèze             | 1974            | 52 000                  |
| Barrage de Denis-Perron           | 171 m            | Remblai rocheux                        | Canada            | Sainte-Marguerite   | 2002            | 12 500                  |
| Barrage de Piedra del Águila      | 170 m            | Poids en béton                         | Argentine         | Río Limay           | 1993            | 12 400                  |
| Barrage d'Amaluza                 | 170 m            | Voûte/Poids en béton                   | Équateur          | Paute               | 1983            | 120                     |
| Barrage Atatürk                   | 169 m            | Remblai en terre                       | Turquie           | Euphrate            | 1992            | 48 700                  |
| Barrage d'Idukki                  | 169 m            | Voûte en béton                         | Inde              | Periyar             | 1976            | 1 996                   |
| Barrage Bruno Creek               | 168 m            | Poids                                  | États-Unis        | Bruno Creek         |                 |                         |
| Barrage de Charvak,               | 168 m            | Remblai en terre/rocheux               | Ouzbékistan       | Tchirtchik          | 1970            | 2 000                   |
| Barrage de Guandi                 | 168 m            | Poids                                  | Chine             | Yalong              | 2012            | 760                     |
| Barrage de Gura Apei              | 168 m            | Remblai rocheux                        | Roumanie          | Raul Mare           | 1975            | 210                     |
| Barrage de Seven Oaks             | 168 m            | Remblai en terre/rocheux               | États-Unis        | Santa Ana           | 2000            | 179,6                   |
| Barrage de Robert-Bourassa        | 168 m            | Remblai en terre                       | Canada            | La Grande Rivière   | 1979            | 61 715                  |
| Barrage de Dongfeng               | 168 m            | Voûte en béton                         | Chine             | Wu Jiang            | 1995            | 1 025                   |
| Barrage de Kığı                   | 168 m            | Remblai en terre/rocheux               | Turquie           | Euphrate            | 2006            | 1 200                   |
| Barrage de Grand Coulee           | 167,6 m          | Poids en béton                         | États-Unis        | Columbia            | 1942            | 11 800                  |
| Barrage de Koldam                 | 167 m            | Remblai en terre/rocheux               | Inde              | Sutlej              | 2015            | 567                     |
| Barrage Vidraru                   | 166 m            | Voûte en béton                         | Roumanie          | Arges               | 1965            | 469                     |
| Barrage de Thomson                | 166 m            | Remblai en terre                       | Australie         | Thomson             | 1983            | 1 123                   |
| Barrage de Mazar                  | 166 m            | Remblai rocheux/béton                  | Équateur          | Paute (en)          | 2010            | 719                     |
| Barrage de Marun                  | 165 m            | Poids                                  | Iran              | Marun               | 1998            | 1 200                   |
| Barrage de Kremasta               | 165 m            | Remblai en terre                       | Grèce             | Achéloos            | 1965            | 4 750                   |
| Barrage de Wujiangdu              | 165 m            | Voûte/Poids                            | Chine             | Wu Jiang            | 1982            | 2 300                   |
| Barrage de Trinity                | 164 m            | Remblai en terre                       | États-Unis        | Trinity             | 1962            | 3 019,13                |
| Barrage de Masjed Soleyman        | 164 m            | Remblai rocheux                        | Iran              | Karun               | 2002            | 261                     |
| Barrage de Sardar Sarovar         | 163 m            | Poids en béton                         | Inde              | Narmadâ             | 2017            | 9 460                   |
| Barrage de Guri                   | 162 m            | Poids en béton                         | Venezuela         | Caroní              | 1986            | 135                     |
| Barrage de Talbingo               | 162 m            | Remblai en terre                       | Australie         | Tumut               | 1971            | 921,4                   |
| Barrage de Huites                 | 162 m            | Poids en béton arch                    | Mexique           | Fuerte              | 1995            | 4 568                   |
| Barrage de Tankeng                | 162 m            | Façade en béton / Remblai rocheux      | Chine             | Ou                  | 2008            | 4 190                   |
| Barrage de Tokuyama               | 161 m            | Poids                                  | Japon             | Ibi                 | 2008            | 660                     |
| Barrage de Xiangjiaba             | 161 m            | Poids en béton                         | Chine             | Yangzi Jiang        | 2012            | 5 163                   |
| Barrage de Foz do Areia           | 160 m            | Façade en béton / Remblai rocheux      | Brésil            | Iguaçu              | 1980            | 6 066                   |
| Barrage du Chevril (ou de Tignes) | 160 m            | Voûte/Poids en béton                   | France            | Isère               | 1952            | 230                     |
| Barrage de Jinanqiao              | 160 m            | Poids en béton                         | Chine             | Yangzi Jiang        | 2010            | 847                     |
| Barrage de Los Leones             | 160 m            | Remblai en terre                       | Chili             | Rio Blanco          | 1999            |                         |
| Barrage de Ranjit Sagar           | 160 m            | Poids                                  | Inde              | Ravi                | 2001            | 3 280                   |
| Barrage de Ross                   | 160 m            | Voûte triple en béton                  | États-Unis        | Skagit              | 1949            | 1 770                   |
| Barrage de Yellowtail             | 160 m            | Poids/Voûte en béton                   | États-Unis        | Bighorn             | 1967            | 1 703,672               |
| Barrage de Grand'Maison           | 160 m            | Remblai rocheux                        | France            | Eau d'Olle          | 1988            | 137                     |
| Barrage de Guanyinyan             | 159 m            | Poids                                  | Chine             | Yangzi Jiang        | 2014            | 2 072                   |
| Barrage de Pai Querê              | 158 m            | Façade en béton / Remblai rocheux      | Brésil            | Rio Pelotas         |                 |                         |
| Barrage de Cougar                 | 158 m            | Façade en béton / Remblai rocheux      | États-Unis        | McKenzie            | 1970            | 270                     |
| Barrage d'Emborcação              | 158 m            | Remblai en terre                       | Brésil            | Rio Paranaíba       | 1983            | 17 600                  |
| Barrage de Naramata               | 158 m            | Remblai rocheux                        | Japon             | Naramata            | 1990            | 90                      |
| Barrage de Geheyan                | 157 m            | Voûte en béton                         | Chine             | Qing Jiang          | 1993            | 3 400                   |
| Barrage de Dongjiang              | 157 m            | Voûte en béton                         | Chine             | Lishui              | 1992            | 9 565                   |
| Barrage de Jilintai I             | 157 m            | Façade en béton / Remblai rocheux      | Chine             | Kashi               | 2005            | 2 530                   |
| Barrage d'Okutadami               | 157 m            | Poids en béton                         | Japon             | Tadami              | 1961            | 601                     |
| Barrage de Speccheri              | 157 m            | Voûte en béton                         | Italie            | Vallarsa            | 1957            | 10,2                    |
| Barrage de Malutang               | 156 m            | Façade en béton / Remblai rocheux      | Chine             | Panlong             | 2009            | 546                     |
| Barrage de Miyagase               | 156 m            | Poids en béton                         | Japon             | Nakatsu             | 2000            | 193                     |
| Barrage de Nukui                  | 156 m            | Voûte en béton                         | Japon             | Takayama            | 2001            | 82                      |
| Urayama                           | 156 m            | Poids en béton                         | Japon             | Ara-kawa            | 1998            | 58                      |
| Barrage de Tseuzier               | 156 m            | Voûte en béton                         | Suisse            | Lienne              | 1957            | 51                      |
| Barrage de Zipingpu               | 156 m            | Remblai                                | Chine             | Min                 | 2006            | 1 112                   |
| Barrage de Tepco Upper Azumi      | 155,5 m          | Voûte en béton                         | Japon             | Azumi               |                 |                         |
| Barrage de Sakuma                 | 155,5 m          | Poids en béton                         | Japon             | le Tenryū           | 1957            | 326,848                 |
| Barrage de Bashan                 | 155 m            | Façade en béton / Remblai rocheux      | Chine             | Renhe               | 2009            | 315                     |
| Göscheneralpsee                   | 155 m            | Remblai en terre                       | Suisse            | Göschenerreuss      | 1960            | 76                      |
| Barrage de Place Moulin           | 155 m            | Voûte en béton                         | Italie            | Buthier             | 1965            | 105                     |
| Barrage de Kenyir                 | 155 m            | Poids                                  | Malaisie          | Kenyir              | 1988            | 13 600                  |
| Ralco                             | 155 m            | Poids en béton                         | Chili             | Río Biobío          | 2004            | 1 222                   |
| Barrage de Turkwel                | 155 m            | Voûte en béton                         | Kenya             | Turkwel             | 1990            | 1 600                   |
| Barrage Bhumibol                  | 154 m            | Voûte en béton                         | Thaïlande         | Ping                | 1964            | 13 462                  |
| Barrage de Serra da Mesa          | 154 m            | Poids                                  | Brésil            | Tocantins           | 1998            | 54 400                  |
| Barrage de Xiaolangdi             | 154 m            | Remblai rocheux                        | Chine             | fleuve Jaune        | 2000            | 12 800                  |
| Gepatschspeicher                  | 153 m            | Remblai rocheux                        | Autriche          | Faggenbach, Inn     | 1964            | 138                     |
| Lai da Curnera                    | 153 m            | Voûte en béton                         | Suisse            | Curnera             | 1966            | 41,1                    |
| Barrage de Monteynard-Avignonet   | 153 m            | Voûte en béton                         | France            | Drac                | 1962            | 309                     |
| Barrage de Santa Giustina         | 153 m            | Voûte en béton                         | Italie            | Noce                | 1951            | 0,180                   |
| Barrage de Tedorigawa             | 153 m            | Poids                                  | Japon             | Tedori              | 1979            | 231                     |
| Barrage de Flaming Gorge          | 153 m            | Voûte triple en béton                  | États-Unis        | Green               | 1964            | 4 673,3                 |
| Barrage d'Alqueva                 | 152 m            | Voûte/Poids en béton                   | Portugal          | Guadiana            | 2002            | 4 150                   |
| Barrage de Torul                  | 152 m            | Remblai rocheux                        | Turquie           | Harşit              | 2007            | 168                     |
| Fierza (Fierze)                   | 152 m            | Remblai rocheux                        | Albanie           | Drin                | 1978            | 2 700                   |
| Barrage de Menzelet               | 151 m            | Poids                                  | Turquie           | Ceyhan              | 1989            | 1 950                   |
| Zervreila                         | 151 m            | Voûte en béton                         | Suisse            | Rhin                | 1957            | 101                     |
| Barrage de Porce III              | 151 m            | Façade en béton / Remblai rocheux      | Colombie          | Río Medellín        | 2011            | 170                     |
| Barrage de Canelles               | 151 m            | Voûte en béton                         | Espagne           | Noguera Ribagorzana | 1960            | 678                     |
| Barrage de Messochora             | 150 m            | Remblai rocheux/béton                  | Grèce             | Achéloos            | 2001            | 358                     |
| Barrage de Fontana                | 150 m            | Poids en béton                         | États-Unis        | Little Tennessee    | 1944            | 1 780                   |
| Barrage de Roselend               | 150 m            | Voûte/Poids en béton                   | France            | Doron de Beaufort   | 1960            | 185                     |
| Barrage de Dongjing               | 150 m            | Façade en béton / Remblai rocheux      | Chine             | Beipan              | 2009            | 955                     |
| Barrage de Baishan                | 149,5 m          | Voûte/Poids en béton                   | Chine             | Songhua             | 1984            | 6 500                   |
| Barrage d'El Infiernillo          | 149 m            | Remblai rocheux                        | Mexique           | Río Balsas          | 1963            | 9 340                   |
| Barrage de Moiry                  | 148 m            | Voûte en béton                         | Suisse            | Gougra              | 1958            | 78                      |
| Barrage de Salvajina              | 148 m            | Remblai rocheux                        | Colombie          | Río Cauca           | 1985            | 764,7                   |
| Barrage de Gigerwald              | 147 m            | Voûte en béton                         | Suisse            | Tamina              | 1976            | 35,6                    |
| Barrage de Maoergai               | 147 m            | Remblai rocheux                        | Chine             | Heishui             | 2011            | 553                     |
| Barrage de Longshou II            | 146,5 m          | Façade en béton / Remblai rocheux      | Chine             | Heihe               | 2004            | 86,2                    |
| Barrage La Angostura              | 146 m            | Poids                                  | Mexique           | Río Grijalva        | 1976            | 18 200                  |
| Barrage de Limmern                | 146 m            | Voûte en béton                         | Suisse            | Limmern             | 2015            | 25                      |
| Barrage Hassan Ier                | 145 m            | Remblai en terre                       | Maroc             | Lakhdar             | 1986            | 273                     |
| Barrage de Mohale                 | 145 m            | Façade en béton / Remblai rocheux      | Lesotho           | Sequnyane           | 2003            | 1 000                   |
| Barrage de Srisailam              | 145 m            | Poids en béton                         | Inde              | Krishnâ             | 1981            | 216 000                 |
| Barrage de Tagokura               | 145 m            | Poids en béton                         | Japon             | Tadami              | 1959            | 494                     |
| Barrage de Ney Braga              | 145 m            | Façade en béton / Remblai rocheux      | Brésil            | Rio Iguaçu          | 1992            |                         |
| Barrage de Vacha                  | 144,5 m          | Poids en béton                         | Bulgarie          | Vacha               | 1975            | 226                     |
| Barrage d'Adıgüzel                | 144 m            | Remblai en terre/rocheux               | Turquie           | Méandre             | 1989            | 1 076                   |
| Barrage d'Özlüce                  | 144 m            | Remblai rocheux                        | Turquie           | Euphrate            | 2000            | 1 075                   |
| Barrage de Morrow Point           | 143 m            | Voûte double en béton                  | États-Unis        | Gunnison            | 1968            | 144,6                   |
| Barrage de Tarbela                | 143 m            | Poids                                  | Pakistan          | Indus               | 1976            | 13 900                  |
| Barrage de Murum                  | 143 m            | Poids                                  | Malaisie          | Murum               |                 |                         |
| Barrage de Virdnejavri            | 142 m            | Voûte en béton                         | Norvège           | Alta                | 1987            | 132,5                   |
| Barrage de Warragamba             | 142 m            | Béton                                  | Australie         | Warragamba          | 1960            | 2 031                   |
| Barrage de Valle di Lei           | 141 m            | Voûte en béton                         | Suisse            | Reno di Lei         | 1961            | 197                     |
| Barrage d'Oddatjørn               | 140 m            | Poids                                  | Norvège           | Ulladalsåna         | 1986            | 3 105                   |
| Barrage d'Aldeadávila             | 140 m            | Poids/Voûte en béton                   | Espagne/ Portugal | Douro               | 1963            | 56,6                    |
| Barrage du Gordon                 | 140 m            | Voûte en béton                         | Australie         | Fleuve Gordon       | 1978            | 12 400                  |
| Barrage de Xingó                  | 140 m            | Façade en béton / Remblai rocheux      | Brésil            | Rio São Francisco   | 1994            | 3 800                   |
| Barrage de Bath County            | 140 m            | Remblai en terre/rocheux               | États-Unis        | Back Creek          | 1985            | 34,45                   |
| Barrage de Chamera                | 140 m            | Béton                                  | Inde              | Ravi                | 1994            | 110                     |
| Barrage d'Arimine                 | 140 m            | Poids en béton                         | Japon             | Jōganji River       | 1959            | 222                     |
| Barrage de Bureya                 | 139 m            | Poids en béton                         | Russie            | Boureïa             | 2009            | 20 940                  |
| Barrage d'Ahai                    | 138 m            | Poids                                  | Chine             | Yangzi Jiang        | 2012            | 8 820                   |
| Barrage de Mangla                 | 138 m            | Poids                                  | Pakistan          | Jehlum              | 1967            | 9 120                   |
| Barrage de Malpaso                | 137,5 m          | Remblai                                | Mexique           | Río Grijalva        | 1966            | 10 596                  |
| Barrage de Çine                   | 136,5 m          | Poids                                  | Turquie           | Çine                | 2013            | 160                     |
| Barrage de Caracoles              | 136 m            | Béton                                  | Argentine         | San Juan            | 2009            | 585                     |
| Barrage de Cancano                | 136 m            | Poids/Voûte en béton                   | Italie            | Adda                | 1956            |                         |
| Barrage de Minamiaiki             | 136 m            | Remblai rocheux                        | Japon             | Minamiaiki          | 2005            | 19,17                   |
| Barrage de Cabril                 | 136 m            | Voûte en béton                         | Portugal          | Zêzere              | 1954            | 719                     |
| Barrage de Carters                | 136 m            | Remblai en terre                       | États-Unis        | Coosawattee         | 1977            | 215                     |
| Barrage de Sauris                 | 136 m            | Voûte double en béton                  | Italie            | Lumiei              | 1947            | 7                       |
| Barrage d'Ilısu                   | 135 m            | Remblai en terre                       | Turquie           | Tigre               | 2019            | 10 400                  |
| Barrage d'Alicurá                 | 135 m            | Remblai rocheux                        | Argentine         | Río Limay           | 1985            | 3 215                   |
| Barrage Bin el Ouidane            | 133 m            | Voûte en béton                         | Maroc             | El Abid             | 1953            | 1 500                   |
| Barrage de Punt dal Gall          | 130 m            | Voûte en béton                         | Italie / Suisse   | Spöl                | 1966            | 164,6                   |
| Barrage de Sambuco                | 130 m            | Voûte en béton                         | Suisse            | Maggia              | 1956            | 63                      |
| Barrage de Nalps                  | 127 m            | Voûte en béton                         | Suisse            | Rein da Nalps       | 1962            | 44,5                    |
| Barrage de l'Hongrin              | 125 m            | Voûte double en béton                  | Suisse            | Hongrin             | 1969            | 52                      |
| Barrage de Krasnoïarsk            | 124 m            | Poids                                  | Russie            | Ienisseï            | 1967            | 73 300                  |
| Barrage de Serre-Ponçon           | 123,5 m          | Remblai                                | France            | Durance             | 1960            | 1 272                   |
| Barrage de Gebidem                | 122 m            | Voûte en béton                         | Suisse            | Massa               | 1967            | 9,2                     |
| Barrage du Mont-Cenis             | 120 m            | Barrage en remblai                     | France            | Lac du Mont-Cenis   | 1970            | 350                     |
| Barrage de Mattmark               | 120 m            | Barrage en enrochement                 | Suisse            | Saaser Vispa        | 1965            | 100                     |
| Barrage de Beni Haroun            | 120 m            | Béton roulé compact                    | Algérie           | Oued-el-Kebir       | 2000            | 960                     |
| Barrage de Ludila                 | 120 m            | Poids en béton                         | Chine             | Yangzi Jiang        | 2013            | 1 718                   |

## Barrages en construction
| Nom                       | Hauteur | Type                     | Pays        | Cours d'eau | Prévision mise en sce | Volume (millions de m3) |
| ------------------------- | ------- | ------------------------ | ----------- | ----------- | --------------------- | ----------------------- |
| Barrage de Rogoun         | 335 m   | Remblai en terre/rocheux | Tadjikistan | Vakhch      |                       | 13 300                  |
| Barrage de Bakhtiari      | 325 m   | Voûte                    | Iran        | Bakhtyari   |                       | 4 845                   |
| Barrage de Shuangjiangkou | 312 m   | Remblai rocheux          | Chine       | Dadu        |                       | 3 135                   |
| Barrage de Sykia          | 170 m   | Remblai en terre         | Grèce       | Achéloos    |                       | 502                     |